# Andrija Žižić
Andrija Žižić (Split, 14. siječnja 1980.), je bivši hrvatski profesionalni košarkaš. Igrao je na poziciji centra, a trenutačno je spotrski direktor hrvatskog košarkaškog kluba Cibone. 

## Karijera
Rođen je u Splitu, a podrijetlom je iz Duća. Karijeru je započeo 1997. u mlađim kategorijama Omiša. Svoj prvi profesionalni ugovor potpisuje za tada drugoligaški košarkaški klub Plastic Solin, a ondje ostaje jednu sezonu. Sljedeće sezone prelazi u redove Splita gdje osvaja naslov prvaka hrvatske košarkaške lige. Njegova sljedeća stanica u karijeri bila je zagrebačka Cibona, s kojom je igrao, tada ULEB Euroligu. U siječnju 2005. seli se u inozemsvo i odlazi u španjolsku Barcelonu Bàsquet. U ljeto iste godine Žižić se seli u grčki Olympiacos iz Pireja, jer mu je dolaskom novog sportskog direktora Savića i trenera Ivanovića sugerirano da može potražiti novu sredinu. Iako je u pirejskoj momčadi bio jedan od najboljih igrača i potpisao novi trogodišnji ugovor, klub mimo svih očekivanja u srpnju 2007. raskida ugovor s njim i postaje slobodan igrač. Kako ga je trener Panathinaikosa Željko Obradović želio vidjeti kao zamjenu za Litvanca Robertasa Javtokasa, on odlazi u drugog grčkog "velikana". U Panathinaikosu ostaje samo jednu sezonu i u lipnju 2008. popisuje dvogodišnji ugovor s turskim Galatasarayem. Ubrzo sporazumnim raskidom ugovora Žižić napušta klub i natrag se vraća u Španjolsku, gdje potpisuje ugovor do kraja sezone s CAI Zaragozom. Nakon isteka ugovora s Zaragozom, Žižić postaje slobodan igrač, ui jednoj kombicaciji spominjao se kao novo pojačanje u njemačkom prvoligašu Bambergu, Ciboni, ali je na kraju potpisao za Cedevitu Zagreb.2011. godine došao je u zagrebačku Cibonu. Sezonu 2013./14. počeo je u Cibonu, pa je iz nje u prosincu 2013. otišao te prešao u kazahstanski Astan. 13. veljače 2014. službeno je postao članom Maccabija.

## Vanjske poveznice
- Profil[neaktivna poveznica] na Basketpedya.com
- Profil  Arhivirana inačica izvorne stranice od 21. srpnja 2011. (Wayback Machine) na K.A.E. Panathinaikos
- Profil na NBA.com
- Profil na FIBAEurope.com
- Profil na Eurobasket.com
- Profil na Euroleague.net